# Verzekeringspremie
De premie is de tegenprestatie van een verzekeringsovereenkomst. De premie wordt doorgaans periodiek voldaan, bijvoorbeeld jaarlijks of maandelijks. Ook kunnen alle premies in één keer worden voldaan. Er is dan sprake van een eenmalige koopsom.

## Nederland
In Nederland is de verzekeringnemer bij schadeverzekeringen en ongevallenverzekeringen verplicht premie te betalen. Wanneer de premie niet tijdig wordt betaald, is de verzekeraar gerechtigd de dekking op te schorten of de verzekering te beëindigen. Dit mag echter pas na het versturen van een aanmaning waarna de verzekeringnemer nog twee weken de tijd wordt gegeven de premie alsnog te voldoen.
Bij levensverzekeringen bestaat niet de verplichting tot premiebetaling. Wanneer de verzekeringnemer de premie niet langer voldoet, heeft de verzekeraar het recht de verzekering:
- Te beëindigen (alleen toegestaan onder een aantal specifieke omstandigheden);
- Premievrij te maken;
- Onverminderd voort te zetten;
- Automatisch voort te zetten.

## Belasting
In de meeste Europese landen heft de overheid belasting op de premies. In Nederland wordt op de meeste verzekeringen sinds 1 maart 2011 9,7% assurantiebelasting geheven. Voor deze datum was de Nederlandse assurantiebelasting nog 7,5%. Op 1 januari 2013 werd hij meer dan verdubbeld, naar 21%.
1. ↑  http://www.rijksoverheid.nl/onderwerpen/assurantie-en-overdrachtsbelasting/assurantiebelasting-en-overdrachtsbelasting-betalen